# Гроздевая листовёртка
Гроздевая листовёртка (лат. Lobesia botrana) — бабочка семейства листовёрток, гусеницы повреждают виноград.

## Описание
Половой диморфизм не выражен. Размах крыльев 11—15 мм. Имаго с коричневыми передними крыльями, с характерным рисунком из светлых поперечных полос с желтоватыми и металлическими синими пятнами.

## Ареал
Молдавия, Украина, Предкавказье, Нижнее Поволжье; Закавказье, Казахстан, Средняя Азия, южная и средняя Европа (на север до Англии), северная Африка, Малая Азия, Ближний Восток, Иран, Ирак.

## Биология
Развивается 2—4 поколения. В зоне трёх поколений обычно первое развивается в мае-июне, второе — июле-августе, третье — с августа по май. Зимуют диапаузирующие куколки в редких шелковистых коконах.

## Хозяйственное значение
Гусеницы повреждают виноград во всех районах виноградарства.